# 리안 브루스터
리안 조엘 브루스터 (Rhian Joel Brewster, 2000년 4월 1일, ~ )는 잉글랜드의 축구 선수로 EFL 챔피언십의 더비 카운티에서 스트라이커로 뛰고 있다.